# Méthode de stockage de liquides cryogéniques
 (janvier 2015).
Cet article décrit les principales méthodes de stockage des liquides cryogéniques.
Après la liquéfaction et la purification du liquide cryogénique, celui-ci doit être stocké et transporté. Ici, il est traité en particulier du stockage de l'hélium.

## Citerne de stockage de l’hélium

### Citerne basique
En 1892, James Dewar a développé un récipient à double couche isolée sous vide, connu aujourd’hui sous le nom de vase Dewar. Le modèle utilisé dans la plupart des méthodes de stockage des fluides cryogéniques (grands volumes) se base sur le vase Dewar pour former une citerne plus performante. Dans les laboratoires, le vase est simple : deux récipients séparés par du vide. Pour un plus grand vase, plusieurs paramètres changent : l’introduction et l’évacuation des substances, l’isolation, la géométrie….
Les éléments de base d’un vase Dewar sont : vase interne, vase externe, diffuseur, conduite d’évacuation gazeuse, conduite d’entrée et de sortie du liquide. Le vase interne est entouré par le vase externe ou jacket isolante, qui contient le vide nécessaire pour l’efficacité de l’isolation.
La conduite d’entrée et de sortie est utilisée pour les vases de grands volumes, elle pourra être séparée en deux lignes, une entrée et l’autre sortie, ou en une seule. La conduite d’échappement est indispensable, elle permet d’évacuer les vapeurs formées par les pertes thermiques par unité de surface.
Il existe deux méthodes pour vider le vase : 
- Augmenter la pression dans le récipient interne à l’aide de la conduite d’évacuation
- Utiliser une pompe.

Lors du premier cas on ajoute au vase un diffuseur qui a pour rôle de distribuer le gaz de pression (relativement chaud) dans l’espace gazeux et le rediriger loin de la surface du liquide afin de réduire la condensation de ce gaz.
Les citernes de stockage sont relativement chères, surtout celles qui sont sur mesure ; c’est pour cela que les entreprises ont conçu des formes et des tailles normalisées pour réduire les coûts de production.
Les citernes de stockage d’hélium ne sont pas conçues pour être complètement remplies pour plusieurs raisons :
1. Les pertes thermiques par unité de surface vont former de la vapeur, ce qui causera l’augmentation rapide de la pression du récipient si un espace gazeux n’est pas assuré.
2. Durant une opération de remplissage rapide, un refroidissement insuffisant du récipient interne peut avoir pour conséquence une vaporisation additionnelle et l’hélium pourra passer à travers la conduite d’échappement.

Enfin, on réserve un ratio de 10 % dans la citerne pour l’espace gazeux.
Ces citernes peuvent être construites sous différentes formes sphériques, cylindriques, coniques ou n’importe quelle combinaison de ces trois formes. Généralement, la configuration la plus économique est la citerne cylindrique dont la tête et le fond sont sphériques, elliptiques ou bombés. 
Pour le choix de géométrie, on remarque que les citernes sphériques sont moins affectées par les pertes thermiques que les citernes cylindriques. En même temps, pour un même volume de récipient, la surface du cylindre est plus grande que la surface de la sphère d’un facteur de 21 % ; alors la différence de pertes thermiques n’est pas excessive. Pour un stockage de longue durée, il est préférable que l'on stocke l’hélium dans des citernes sphériques, qui sont généralement de grande taille et sont construites sur site. Mais pour un stockage de courte durée, en particulier pour le transport, il est plus économique de le stocker dans des citernes cylindriques.

### Récipient interne du vase Dewar
Des normes couvrent les dimensions des citernes, ASME Boiler and Pressure Vessel Code et le British standards Institution Standard 1500 ou 1515. 
La citerne doit tenir la pression interne, la force de cintrage et le poids du fluide contenu. Elle doit être construite d’un matériau compatible avec l’hélium comme le cuivre, l'aluminium ou l’acier inoxydable. Ces matériaux sont généralement chers, c’est pour cela que le constructeur construit le récipient interne le plus fin possible tout en assurant son efficacité. En plus, le temps de refroidissement du récipient interne augmente avec son épaisseur. Ainsi, le récipient est conçu pour tenir la pression interne et la force de cintrage. Des contreforts sont ajoutés pour contrer les forces de poids.

### Récipient externe du vase Dewar
La seule force appliquée sur le récipient externe est la force de pression de l’air. Le vide effectué entre les deux coques crée une différence de température entre le milieu interne et le milieu externe, ce qui affecte la stabilité élastique du matériau. Il faut donc prendre en considération ce facteur pour le calcul de l’épaisseur du récipient externe.

### Système de suspension
Un des facteurs critiques dans le design d’un vase Dewar est la méthode utilisée pour suspendre le récipient interne dans le récipient externe. Une suspension médiocre peut annuler l’effet d’une isolation de haute performance. 
Quelques systèmes de suspension : 
- tiges de tension (inox);
- selles de métal ou plastiques;
- blocs de compression plastique;
- tubes de compression;
- chaînes ou câbles.

Le récipient interne est soumis au poids du récipient interne et de son contenu plus les charges dynamiques qui augmentent avec le transport de la citerne, séismes… . Même si la citerne est une citerne stationnaire, elle doit résister aux charges dynamiques quand elle est vide durant son déplacement (si elle n’est pas construite sur site) ainsi qu’aux chocs séismiques. 

## Égoutter le vase Dewar
Il existe trois méthodes pour évacuer l’hélium :
- Auto-compression du récipient interne ;
- Augmenter la pression dans le milieu gazeux à l’aide d’un gaz ;
- l’utilisation d’une pompe.

L’auto-compression implique l’extraction d’une certaine quantité d’hélium et de la porter à ébullition dans un évaporateur. L’air ambiant (chaud) peut être utilisé comme une source de chaleur. La vapeur est réintroduite dans le récipient interne. L’augmentation de volume d’hélium dû à l’évaporation peut constituer une grande force de pression dans le récipient interne. 
La deuxième méthode consiste à introduire un gaz d’une source externe à très haute pression pour augmenter la pression dans l’espace gazeux. Or cette méthode est quelquefois bien plus coûteuse que la première, tout dépend du moyen de comprimer le gaz. Au cas où on désire un grand flux, une pompe est favorisée. Elle assure l’égouttement de la citerne sans compression.

## Isolations
Il existe différents systèmes d’isolations entre les deux récipients, parmi ceux-là :
- mousse expansée ;
- poudres et matériaux fibreux ;
- vide ;
- isolations multicouches.

Ces systèmes ont pour but augmenter la performance même si quelques-unes sont coûteuses.